# Palais Seinsheim
Pour l’article homonyme, voir Seinsheim.
Le palais Seinsheim est un palais de ville de style rococo tardif situé à Munich, au no  7 de la Prannerstraße. 

## Histoire
Le palais Seinsheim a été construit en 1764 dans le quartier Kreuzviertel, où se trouvait la noblesse bavaroise. Il a servi de résidence au comte Joseph Franz Maria von Seinsheim, ministre bavarois et président de l'Académie bavaroise des sciences, qui a souvent organisé des manifestations au palais. Wolfgang Amadeus Mozart y a ainsi été invité en 1780, de même que le poète et compositeur Christian Friedrich Daniel Schubart. 
Comme beaucoup d'autres palais du Kreuzviertel, le palais Seinsheim appartient depuis le XXe siècle à une banque. Depuis 1984, le Bayerischer Städtetag (Association bavaroise des villes) y a son siège.

## Architecture
La façade jaune pâle de la construction à toit en selle de trois étages est de style rococo tardif, mais les premières formes strictes de classicisme peuvent déjà être reconnues. Autrefois deux maisons, le palais a été reconstruit en 1764/70. Joseph Höchl procéda à une nouvelle conversion des deux maisons en 1809. Après la Seconde Guerre mondiale, le palais fut à nouveau reconstruit en 1949 par Herbert Landauer et étendu à l'ouest jusqu'au palais Gise ; ses proportions ont également été modifiées, de sorte que le bâtiment à douze axes semble un peu trop large aujourd'hui. 